# Katunayake
Katunayake (en tamil: கட்டுநாயக்க ) es una ciudad de Sri Lanka en el distrito de Gampaha, provincia del Occidental. Es conocida porque el 15 de noviembre de 1978 se estrelló el Vuelo 001 de Icelandic Airlines

## Geografía
Se encuentra a una altitud de 24 m s. n. m. a 32 km de la capital nacional, Colombo, en la zona horaria UTC +5:30.

## Demografía
Según estimación 2011 contaba con una población de 92 469 habitantes.